# CSCL Europe (schip, 2004)
De CSCL Europe is een containerschip van China Shipping Container Lines en vaart onder de vlag van Cyprus. Het schip werd in 2004 gebouwd in Zuid-Korea door Samsung. De CSCL Europe vaart tussen het Verre Oosten en Europa. In september 2004 deed het schip voor het eerst de haven van Antwerpen aan, waarmee het tot dan toe het grootste containerschip was, dat Antwerpen had aangedaan. Het zusterschip van de CSCL Europe is de CSCL Asia.